# Zonocryptus sphingis
Zonocryptus sphingis är en stekelart som beskrevs av William Harris Ashmead 1900. Zonocryptus sphingis ingår i släktet Zonocryptus och familjen brokparasitsteklar. Inga underarter finns listade i Catalogue of Life.